# Carex ramentaceofructus
Carex ramentaceofructus är en halvgräsart som beskrevs av Kun Tsun Fu. Carex ramentaceofructus ingår i släktet starrar, och familjen halvgräs. Inga underarter finns listade i Catalogue of Life.